# Елегантна водна земеровка
Елегантните водни земеровки (Nectogale elegans) са вид дребни бозайници от семейство Земеровкови (Soricidae), единствен представител на род Nectogale.

## Разпространение
Разпространени са в планинските реки на южен Китай и съседните части на Непал, Индия и Мианмар.
Живеят във водата и са активни през деня, като се хранят с дребни риби и безгръбначни.